# Donationsjord
Donationsjord kallades i Sverige en fastighet som förlänats från staten till en stad. Under 1500- och 1600-talen förlänades de flesta donationsjordarna i dåvarande Sverige och Danmark som en form av ekonomiskt stöd, då staten saknade den ekonomiska förmågan att ge stöd i form av kapital men hade gott om egendomar runt om i landet och kunde ge jordar till stadens borgare för gemensamt brukande.
Enligt en utredning sammanställd av kammarkollegiet i slutet av 1800-talet fanns det drygt 61 000 hektar donationsjord i Sverige, motsvarande cirka hälften av städernas yta. Sala stad hade cirka 9 510 hektar donationsjord och hade mest, följt av städerna Piteå (4 935 hektar) och Gävle (4 030 hektar). Ett antal städer utmärkte sig då de helt saknade donationsjord: Falkenberg, Falun, Filipstad, Hedemora, Lund, Lysekil, Motala, Oskarshamn, Ronneby, Skanör med Falsterbo, Skara, Skellefteå, Trelleborg, Uddevalla, Vaxholm, Visby och Örnsköldsvik.
Bestämmelserna kring jordarnas omfång kom i vissa fall att helt glömmas bort. I Malmö visste ingen var Henrikstorps egendom - Indraget av Erik av Pommern när denne var kung över Danmark under 1400-talet och skänkt till staden som donationsjord - hade legat när kammarkollegiet under 1700-talet krävde att stadens donationsjordar skulle redovisas. Istället kom ett par sumpmarker, idag Rörsjöstaden, att få ta denna markytas plats.
Under industrialiseringen årtiondena kring år 1900 kom många av donationsjordarna att bebyggas med institutioner såsom skolor, sjukhus, parker, idrottsplatser m.fl. offentliga inrättningar. I och med detta kunde städerna uppfylla Kammarkollegiets bestämmelser att jordarna skulle användas för det allmännas gemensamma angelägenheter. Bostäder fick exempelvis inte förekomma på donationsjordar.
1965 avskaffades de gamla systemet och Kammarkollegiet gav städerna fritt att bestämma hur jordarna skulle användas. I många fall är det dock fortfarande mark som inte är bebyggd med bostäder utan utgör fortsatt kommunala markinnehav.